# Maszutkinie
Maszutkinie – wieś w Polsce położona w województwie podlaskim, w powiecie suwalskim, w gminie Wiżajny. Leży na terenie wysoczyzny morenowej Gór Sudawskich. 
W latach 1954–1957 wieś należała i była siedzibą władz gromady Maszutkinie, po jej zniesieniu w gromadzie Wiżajny. W latach 1975–1998 miejscowość administracyjnie należała do województwa suwalskiego.
Wieś założona w 1867–1868 r. w wyniku nadania 143 rodzinom bezrolnego chłopstwa 476 mórg na ziemiach rządowego folwarku Ejszeryszki.
Głaz narzutowy o obw. 10,4 m.

## Galeria

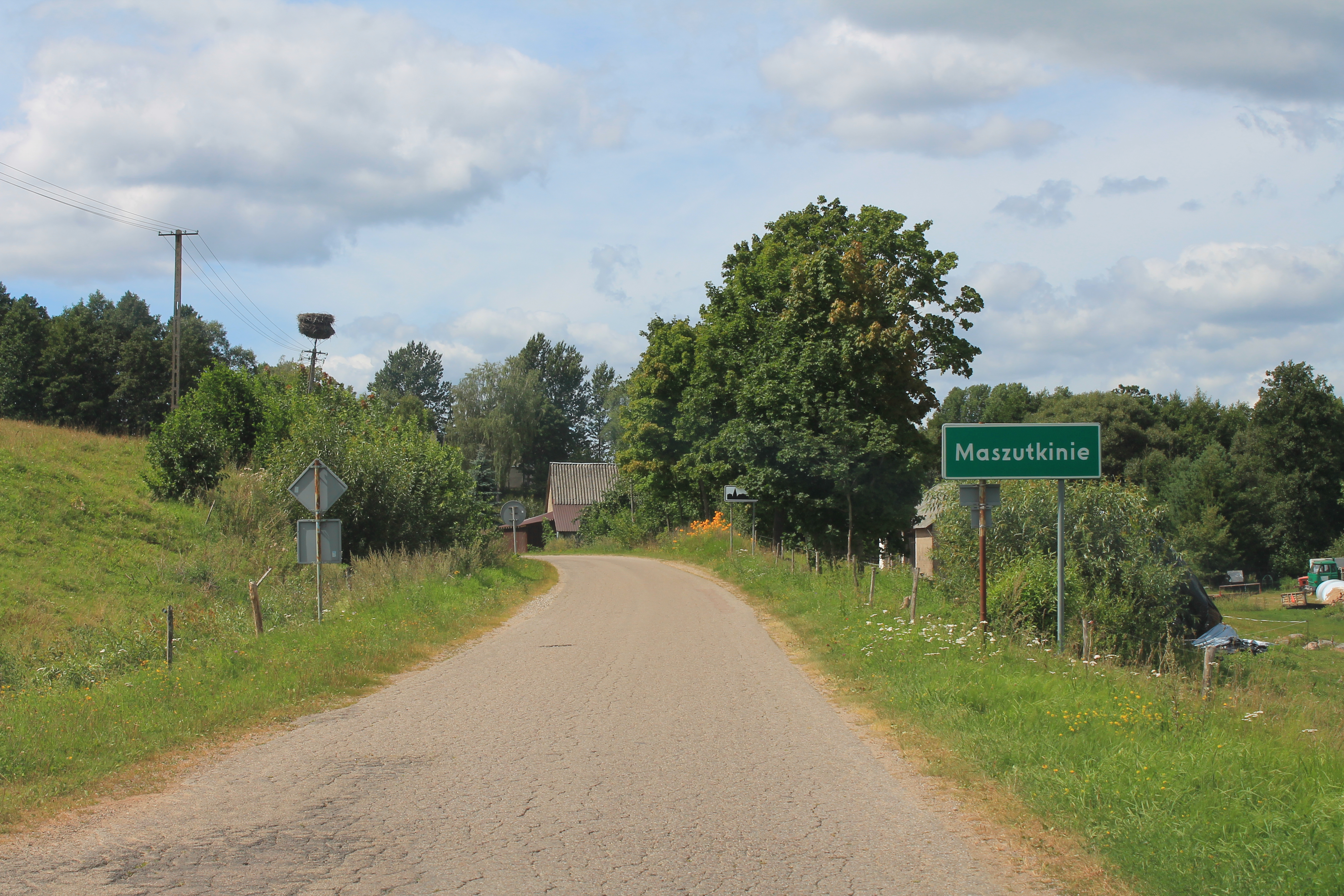
Wjazd od strony Ejszeryszek
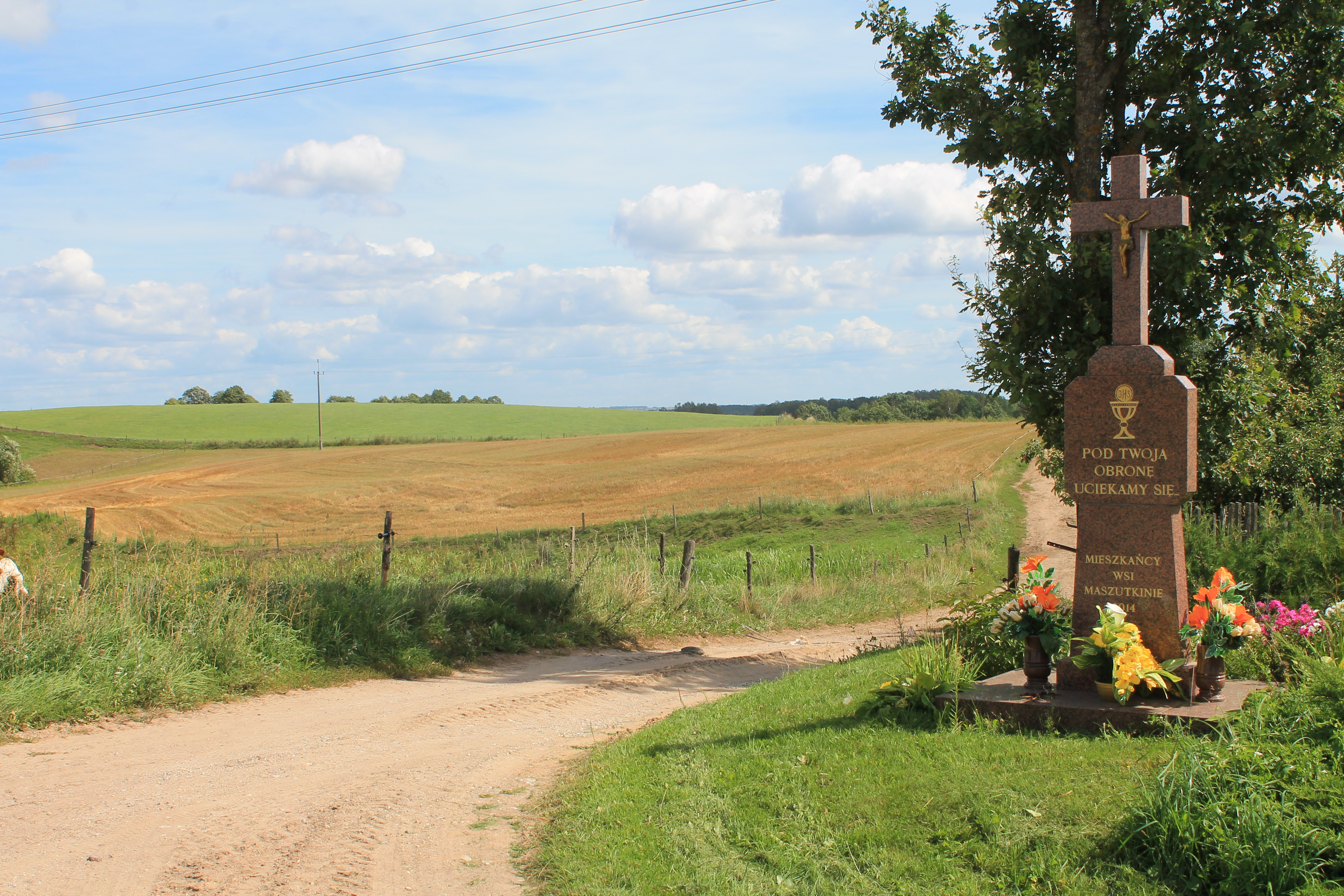
Krzyż przydrożny we wsi
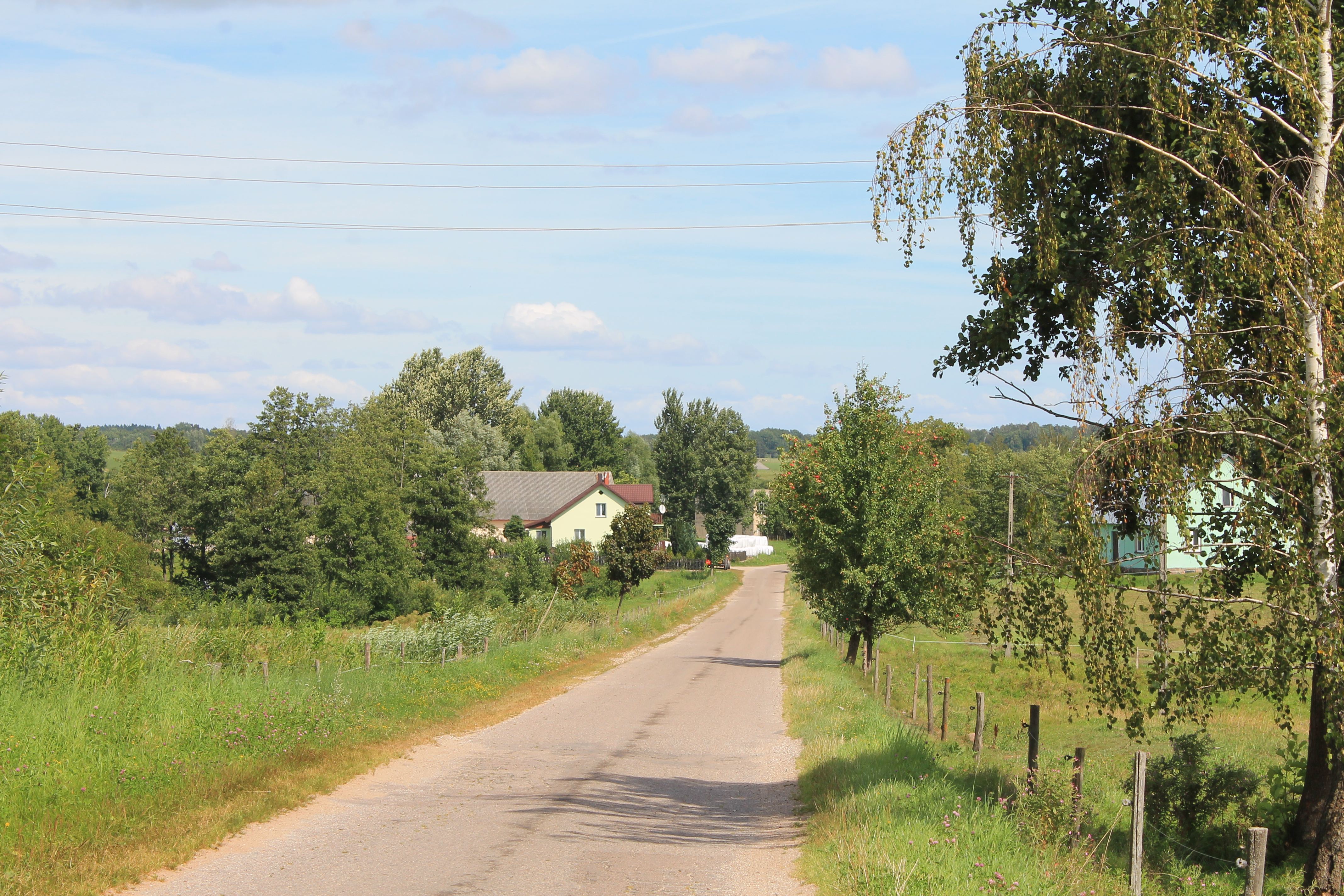
Zabudowa we wsi
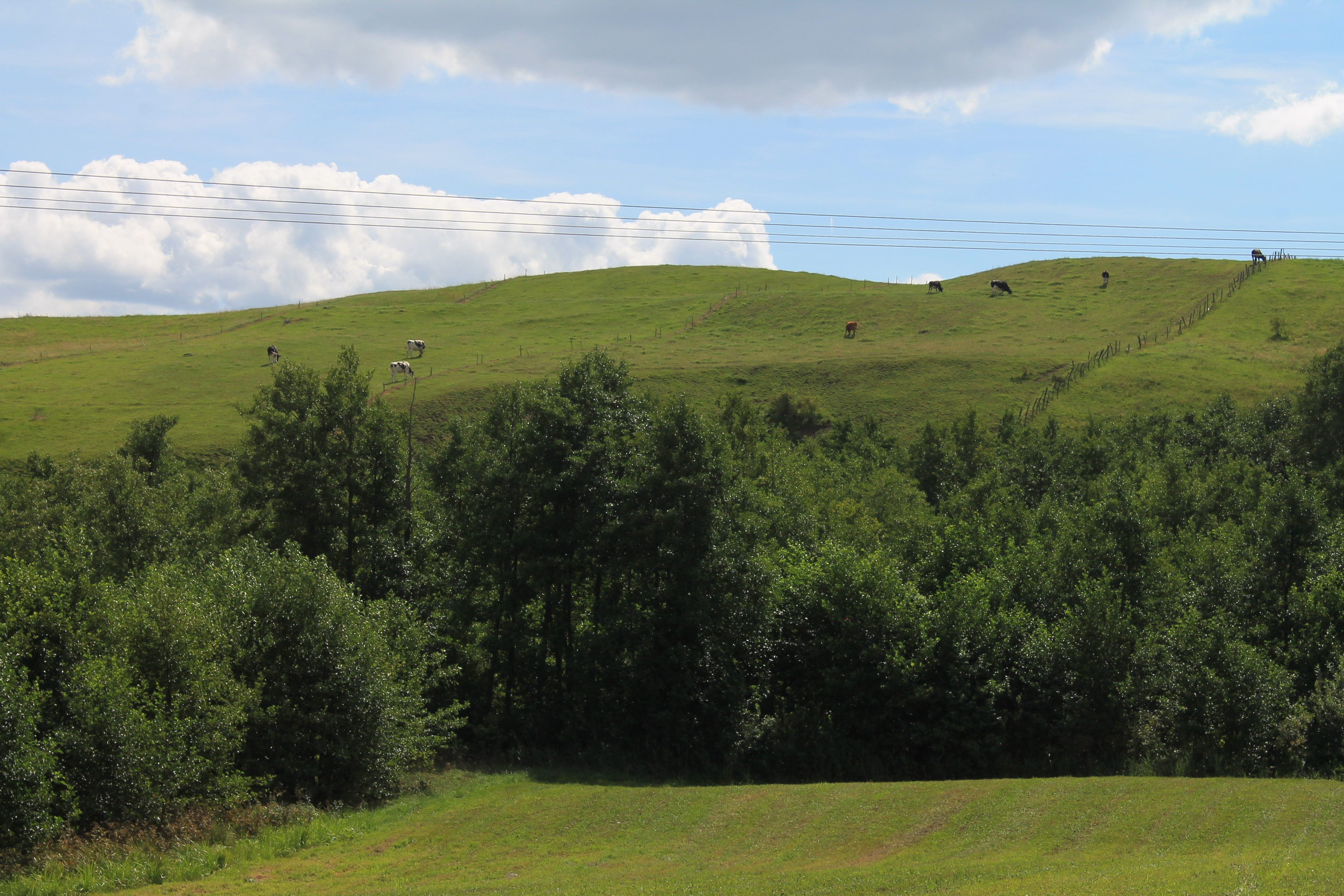
Pastwiska na Górach Sudawskich